# チャイナタウン駅 (シンガポール)
チャイナタウン駅（NE4/DT19:Chinatown MRT Station）は、シンガポールにある、MRT北東線とダウンタウン線の地下駅。

## 語源
「Chinatown」(チャイナタウン)は中華街の意味がある。
中国語名「牛车水（牛車水）」については、こちらも参照。

## 駅構造
島式2面4線のホームを持つ駅。
| C | ■ダウンタウン線 | ブキ・パンジャン方面 |
| D | ■ダウンタウン線 | エキスポ方面         |

B2 (NEL)
| A | ■北東線 | ハーバー・フロント方面 |
| B | ■北東線 | プンゴル方面           |

## 駅周辺
- チャイナタウン
- シンガポール仏牙寺龍華院
- スリ・マリアマン寺院

## 歴史
北東線
チャイナタウン駅は、1996年3月4日にマー・ボウ・タン通信大臣によって、他の15の北東線駅と共に「ピープルズ・パーク駅」として最初に発表された。本駅の建設はこの路線で最も困難なプロジェクトの1つであったが、2003年6月20日には正式開業した。

ダウンタウン線
北東駅の建設中に、チャイナタウン駅が将来のMRT路線と接続するための準備が整った。2005年6月14日に、LTAはチャイナタウン駅がマリナ駅（現在のプロムナード駅）からのダウンタウン・エクステンション（DTE）の終点になると発表した。 DTEは、当初環状線の支部として計画されていたが、2007 年にダウンタウン線の第1期に改訂された。本駅の建設は北東線と同じ困難なプロジェクトでしたが、駅が2013年12月22日に開業された。